# Clostridium botulinum
Clostridium botulinum (лат.) — анаэробная грамположительная бактерия рода клостридий, возбудитель ботулизма — тяжёлой пищевой интоксикации, вызываемой ботулиническим токсином и характеризуемой поражением нервной системы.

## История изучения
Впервые эти бактерии выявил в 1895 году бельгийский микробиолог Эмиль ван Эрменгем, ученик Роберта Коха. Однако первые упоминания о вызываемом ими ботулизме относятся к 1793 году, когда в Германии после употребления в пищу копчёной кровяной колбасы заболели 13 человек, 6 из которых скончались. Аналогичные пищевые отравления колбасой с гибелью большого числа людей наблюдались в Германии во время войны с Наполеоном в 1795—1813 годах. Тогда считалось, что эта смертность связана с отсутствием гигиены питания в деревнях в связи с войной.
Первым учёным, который занялся сбором статистики по случаям подобных отравлений и их симптомов, был Генрих Фердинанд Аутенрит из Тюбингенского университета. Опубликованный им в газете в 1817 году список симптомов включал желудочно-кишечные нарушения, двоение в глазах и расширение зрачка. Также Аутенрит обнаружил связь между силой действия яда и степенью прожарки колбасы.
Одним из медиков, представивших профессору описания случаев отравления, был врач и литератор Юстинус Кернер. В дальнейшем Кернер значительную часть своей жизни посвятил изучению ботулинического токсина и считается крёстным отцом его исследований. Проводя испытания на животных и на самом себе, он пытался выделить из колбасы неизвестный токсин, который сам называл «колбасный яд», «жирный яд» или «жировая кислота». Результаты этих исследований были опубликованы им в 1822 году в монографии, описывавшей 155 случаев отравления у человека и эксперименты на животных, в соответствии с которыми делался вывод о том, что действие токсина заключается в нарушении передачи импульса в волокнах периферической и автономной нервных систем. Кернер также предположил биологическое происхождение токсина на основании сходства его действия с действием атропина и змеиного яда.
В дальнейшем заболевание, возникающее в результате отравления описанным им токсином получило название «ботулизм» от лат. botulus, что означает «колбаса».

## Экология
C. botulinum обитает в почве. Заболеваемость ботулизмом повсеместна. Наиболее распространены бактерии типа A и B. В природных условиях бактерии колонизируют ил на дне водоёмов, инфицируют рыб. При пересыхании водоёмов рост C. botulinum стимулируется. Таким образом, естественный резервуар для этих бактерий — почва и различные животные. Тёплый климат создаёт условия для длительного сохранения спор в почве, а также для прорастания и размножения вегетативных форм.
Попадание в человеческий организм как вегетативных форм C. botulinum, так и спор обычно не вызывает заболевания, так как для продуцирования токсина нужны строго анаэробные условия. Исключения составляют раневой ботулизм (развивается при загрязнении почвой раны, в которой создаются условия, необходимые для прорастания попавших из почвы C. botulinum и последующего токсинообразования), а также ботулизм новорождённых до 6 месяцев, в кишечнике которых также возможно размножение C. botulinum и токсинообразование из-за особенностей кишечной микрофлоры.

## Морфология
Возбудители ботулизма имеют форму палочек длиной 3-9 мкм, шириной 0,6-1 мкм с закруглёнными концами. Палочки образуют субтерминально расположенные споры и имеют вид теннисной ракетки. Капсулы не образуют. Подвижны в результате перитрихиально расположенных жгутиков. Грамположительны.

## Культуральные свойства
Строгий анаэроб, срок культивирования 48-72 ч. На мясо-пептонном бульоне — помутнение среды с газообразованием, характерный запах прогорклого масла. На кровяном МПА — колонии крупные с корневидными отростками и зоной гемолиза. Оптимальная кислотность для роста 7,3-7,6 (для прорастания спор 6,0-7,2).

## Факторы патогенности
Вид C. botulinum образует экзотоксины, различающиеся по антигенным свойствам и по этому признаку подразделяются на серотипы. Ботулотоксины всех типов обладают сходной биологической активностью, являясь вариантами одного нейротоксина. Кроме нейротоксического действия, ботулотоксин обладает лейкотоксической, гемолитической и лецитиназной активностью.

### Ботулотоксин
Известны 7 антигенных вариантов ботулотоксина: A, B, C (подтипы C1 и C2), D, E, F, G. Токсинообразование типов C, D, E закодировано в геноме конвертируемых бактериофагов и проявляется при интеграции профага в бактериальную хромосому; у остальных типов генетический контроль осуществляет непосредственно хромосома клетки.
Заболевания человека вызывают ботулотоксины типов A, B, E, а также F. В организме человека C. botulinum размножаются слабо и не продуцируют токсина за редким исключением. Ботулотоксин накапливается в пищевых продуктах, инфицированных спорами C. botulinum, при их прорастании, если созданы анаэробные условия (например, при консервировании). Для человека ботулотоксин — самый сильнодействующий бактериальный яд, губительно действующий в дозе 10−8 мг/кг. Споры C. botulinum выдерживают кипячение в течение 6 часов, стерилизация при высоком давлении разрушает их через 20 минут, 10%-ная соляная кислота — через 1 час, 50%-ный формалин через 24 часа. Ботулинический токсин типа A (B) полностью разрушается при кипячении в течение 25 минут.
Токсин представляет собой полипептидную цепь с одной или несколькими внутримолекулярными связями, его молекулярная масса равна 150 000, он относится к бинарным токсинам.
Ботулотоксины всех типов продуцируются в виде токсичных белковых комплексов, состоящих из нейротоксина и нетоксичного белка. Белок является стабилизатором токсина, защищает его от разрушающего действия протеолитических ферментов и HCl.
Ботулотоксин в виде высокомолекулярного комплекса малотоксичен и является прототоксином. В результате мягкого протеолиза, осуществляемого у большинства типов токсина собственными эндогенными протеазами, а у типа E экзогенными протеазами (например трипсином), прототоксин распадается на 2 субкомпонента: L-лёгкий и H-тяжёлый. Между ними сохраняется дисульфидная связь. L-суб-компонент соответствует фрагменту A (активатор) и оказывает токсическое действие на клетку-мишень (мотонейрон). H-субкомпонент соответствует фрагменту В (акцептор) и осуществляет прикрепление к рецептору клетки-мишени.

#### Применение ботулотоксина
Ботулинический нейротоксин типа A-гемагглютинин комплекс используется в современной косметологии под торговыми названиями «Ботокс», «Диспорт», «Релатокс» и «Лантокс».

## Патогенез
Попав вместе с пищей в желудочно-кишечный тракт, ботулотоксин прикрепляется к клеткам эпителия кишечника и путём пиноцитоза попадает в лимфатические сосуды, затем в кровь и далее проходит гематоэнцефалический барьер. В организме он распадается на 2 субкомпонента: L-лёгкий и Н-тяжёлый. Н-субкомпонент связывается с ганглиозидами пресинаптической мембраны мотонейронов. L-субкомпонент, действуя как эндопротеаза, блокирует секрецию ацетилхолина, тем самым прерываются нервные импульсы, идущие от мотонейрона к мышце, что приводит к развитию вялых параличей. Ботулотоксин поражает мотонейроны спинальных моторных центров, продолговатого мозга и периферической нервной системы.
В результате опытов, проведённых в различных условиях, выявлено, что ботулотоксин приводит к угнетению как спонтанного, так и вызванного возбуждением выброса нейромедиаторов в нервных окончаниях. При этом чувствительность рецепторов к ацетилхолину не изменяется, процессы синтеза и хранения нейромедиаторов не страдают. В результате экспериментов установлено, что в среднем для блокирования одного синапса достаточно 10 молекул ботулотоксина. Также отмечается, что более высокая нервная активность ускоряет возникновение синаптического блока. Предполагается, что поражающее действие токсина обусловлено поражением Ca² (кальциевых потенциал-зависимых ионных каналов) зависимого механизма экзоцитоза в пресинаптической мембране. В настоящее время это поражение считается необратимым, а восстановление двигательной активности происходит за счёт образования новых синаптических связей.

## Эпидемиология
C. botulinum является сапронозом и вегетирует в почве, часто обнаруживается в кишечнике лошадей и других животных, реже встречается в кишечнике человека. Из почвы или испражнений споры возбудителя попадают на различные объекты и могут загрязнять пищевые продукты. В анаэробных условиях споры прорастают, вегетативные клетки продуцируют ботулотоксин. Чаще всего заболевание возникает при употреблении в пищу консервированных продуктов домашнего приготовления, что связано с их недостаточной стерилизацией.

## Симптомы
Инкубационный период при ботулизме колеблется от нескольких часов до 2—5 дней (редко до 10 дней). В первые сутки отмечается тошнота, рвота, диарея. Далее преобладают нейросимптомы, связанные с поражением бульбарных нервных центров: нарушение аккомодации, двоение в глазах, затруднённое глотание, афония. При тяжёлых формах ботулизма смерть наступает от паралича дыхания, иногда от внезапной остановки сердца.

## Идентификация
Классический способ — биологическая проба на мышах. Для опытов подбирают партию из 5 мышей. Первую заражают только исследуемым материалом, остальных — исследуемым материалом с введением 2 мл 200 МЕ антитоксической сыворотки типов A, B, C и E. При наличии в материале токсина выживает животное, получившее антитоксическую сыворотку, нейтрализовавшую токсин соответствующего типа. Для идентификации токсинов также используют РПГА с антительным диагностикумом (эритроциты, сенсибилизированные антитоксинами соответствующих типов). Серологических исследований не проводят, так как заболевание не сопровождается выработкой выраженных титров антител, что связано с незначительной дозой токсина, вызвавшей поражение.

## Профилактика
Поскольку основной причиной возникновения заболевания является употребление различных продуктов домашнего приготовления (консервированные, маринованные, копчёные, вяленые (рыба, мясо) и др.), то в профилактике ботулизма большое значение имеет разъяснительная работа. Знание оптимальных условий прорастания спор, токсинообразования, устойчивости к термическому воздействию спор позволяет определить адекватные технологические условия обработки пищевых продуктов, исключающие накопление ботулинического токсина.
Опасны не только герметично закрытые консервы, но и те продукты, в кишечнике, тканях мышц которых также созданы анаэробные условия. C. botulinum погибают в очень кислой среде, но создать такие условия в пищевых продуктах нельзя. C. botulinum — анаэроб, то есть не размножается в присутствии кислорода, поэтому консервы, приготовленные в открытых условиях, безопасны (например, грибы, засоленные в открытых вёдрах, бочках). Вместе с тем, описаны случаи ботулизма при употреблении в пищу рыбы (омуля), засоленного в бочках, хранившегося в ненадлежащих температурных условиях (т. н. «омуль с душком»), а также копчёной рыбы, хранившейся также в ненадлежащих температурных условиях.
Можно бороться с уже имеющимся токсином. При длительном (более получаса) кипячении токсин разрушается, следовательно, прошедшие такую термообработку продукты безопасны (в случае приобретения продукта, например, копчёной рыбы, и транспортировке его в тёплых условиях, перед употреблением такого продукта необходимо прогреть на сковороде с обеих сторон — каждую сторону — минимум по 15 минут).
Споры C. botulinum находятся в земле. Из этого следует, что продукты перед консервированием надо тщательно мыть. Споры очень живучи: они выживают даже при кипячении. При промышленном производстве применяют стерилизацию в автоклавах при 120 °C
Рост бактерий может быть предотвращён высокой кислотностью, высоким содержанием сахара, высоким уровнем кислорода, очень низким уровнем влажности или хранением при температуре ниже 3 °C для типа A. Например, при низкой кислотности, консервированные овощи, такие как зелёный горошек, которые не были нагреты достаточно, чтобы убить споры, могут обеспечить бескислородную среду для развития спор и производства токсина. С другой стороны, солёные огурцы являются достаточно кислыми, чтобы предотвратить рост, и даже если споры присутствуют, они не представляют никакой опасности для потребителя. Мёд, кукурузный сироп и другие сладкие продукты могут содержать споры, но они не могут расти в высококонцентрированном растворе сахара. Однако, в пищеварительной системе младенцев, когда эти продукты разбавляются пищеварительным соком с низким содержанием кислоты и низким содержанием кислорода, споры могут расти и производить токсин. Поэтому детям до 1 года не рекомендуется мёд. Как только дети начинают есть твёрдую пищу, пищеварительные соки становятся слишком кислыми для роста бактерий.
В случае применения ботулотоксина в качестве оружия выделяют общие методы профилактики, направленные на предотвращение попадания токсина в организм, такие, как своевременная медицинская экспертиза употребляемой воды и пищи, обеспечение личного состава индивидуальными средствами защиты органов дыхания, создание коллективных убежищ, оснащённых системами фильтрации воздуха. К специальным методам защиты относят вакцинопрофилактику. При подозрении на поражение ботулотоксином производится введение противоботулинистической сыворотки в дозе 1000—2000 МЕ внутримышечно. Вакцинопрофилактика может оказаться неэффективной из-за несовпадения типа токсина и антитоксической сыворотки. Штатных антидотов и средств профилактики в настоящее время не существует. Эксперименты на животных показали некоторую эффективность 4-амлопиридина. У животных, получивших летальную дозу ботулотоксина, на 1—2 часа частично восстанавливалась двигательная активность, но впоследствии паралич дыхательной мускулатуры развивался в полном объёме. В связи с краткосрочностью действия и высокой токсичностью препарата данное вещество не рекомендовано в качестве табельного средства при поражении ботулотоксином.

## Использованная литература
- Поздеев О. К. Медицинская микробиология. — М.: ГЭОТАР-Медиа, 2007. — 768 с. — ISBN 978-5-9704-0385-3.
- Sherris, John C. Медицинская микробиология = Medical Microbiology. — 4-е изд. — McGraw-Hill Medical Publishing Division, 2004. — ISBN 0-8385-8529-9.
- Куценко С. А. Бутомото Н. В. Гребенюк А. Н. Военная токсикология, радиобиология и медицинская защита / Иванов В. Б. — Фолиант, 2004. — 528 с. — ISBN 5-93929-082-5.